# Pablo Restrepo
Pablo Andrés Restrepo Moreno (Medellín, Antioquia, 26 de mayo de 1960) es considerado como el mejor nadador colombiano de todos los tiempos. 
Especialista en estilo pecho, logró clasificarse a las finales Olímpicas de Moscú 1980 y Los Ángeles 1984. Ganó la medalla de bronce en los Juegos Panamericanos de San Juan, Puerto Rico, en 1979 y medallas de plata y bronce en los Juegos Panamericanos de Caracas. Continúa siendo la figura más representativa de este deporte en el país. 

## Primeros años
Pablo Restrepo nació en Medellín. Es el sexto entre siete hermanos. Su padre, Adolfo Restrepo, trabajó toda su vida en la industria textil  mientras que su madre, Margarita Moreno, se dedicaba a las labores del hogar. 
Su primer encuentro con la natación fue fortuito, como si el deporte  lo hubiese elegido a él y no al contrario.  En la casa de sus padres, en su natal Medellín, había una pequeña piscina. Fue amor a primera vista y un factor decisivo en su vida. El otro fueron sus hermanos: Sergio, Raúl y Álvaro. Los cuatro competían y jugaban todo el tiempo. Después vendrían las competencias: el campeonato intercolegial de 1969 donde conseguiría sus  primeras medallas con el Colegio San José. En los 25 metros espalda se adjudicó la medalla de oro; en los 25 metros, especialidad mariposa y pecho, logró el tercer lugar, con nueve años. Un buen augurio para los triunfos que vendrían después en su carrera. A partir de esos intercolegiados, Pablo Restrepo supo que la natación era lo suyo. 
A los trece años su familia cambió de residencia. En el barrio Laurales, en 1972, tenía muy cerca la piscina Olímpica de Medellín y podía ir a entrenar solo, por sus propios medios. Allí se formó y adquirió la constancia para entrenarse a diario. Aprendió que la disciplina es fundamental en la vida, aún más en un deporte puro como la natación, en el que la cabeza juega un papel fundamental. 
Por ese entonces Pablo Restrepo coleccionaba los recortes de las notas de prensa que salían en los diarios nacionales sobre las hazañas de Mark Spitz en las Olimpiadas de Múnich 1972. Mientras el nadador estadounidense se convertía en múltiple campeón con siete medallas de oro, Pablo alimentaba su ilusión de llegar a unos Olímpicos.

## Trayectoria
Su primer torneo internacional fue el campeonato suramericano de Río de Janeiro. Para Pablo Restrepo viajar lo significa todo. Él quería ir a esa ciudad, conocer sus playas, encontrarse con otra cultura, otros paisajes, modos de vida distintos, empaparse de una geografía inédita. Su emoción fue tal que olvidó su traje de baño en la casa, a más de 4542 kilómetros. Sin embargo, ese descuido no fue ningún problema. Pablo consiguió la medalla de bronce en los 100 metros pecho. En ese momento, su mente se programó para mejorar sus propios tiempos. La natación exige fortaleza mental, el aspecto psicológico es primordial, el que hace la diferencia. Rompió sus  marcas, y de paso los registros nacionales, y así se empezó a perfilar como la nueva promesa de este deporte en Colombia. 
Compitió en los XIII Juegos Centroamericanos y del Caribe en su natal Medellín en 1978, pero su verdadero "debut" en la cima del estilo pecho latinoamericano lo haría en los Juegos Panamericanos de San Juan, Puerto Rico en agosto de 1979. Allí logró una medalla de bronce en los 200 metros.

### Experiencia en los Estados Unidos
Debido a su participación en el suramericano de Río de Janeiro y a los récords que imponía en las piscinas a nivel nacional, a Pablo Restrepo le llegaron dos ofertas para estudiar en los Estados Unidos. La primera, en una universidad de Miami que él descartó de inmediato. Pablo quería algo diferente, un distanciamiento con el ambiente latino enraizado en esa ciudad. Por eso decidió estudiar en la Southern Illinois University, donde se viven las estaciones (invierno, otoño, verano, primavera) a plenitud, en un pueblo al norte de los Estados Unidos, distanciado y tranquilo.  Gracias a las recomendaciones del nadador colombiano Jorge Jaramillo y el ecuatoriano Jorge Delgado, cuarto en las olimpiadas del 72, pudo ingresar como becario. 
Allí los entrenamientos se concentraban en la velocidad. Cada ejercicio tenía ese propósito. El cambio lo fortaleció. Los campeonatos universitarios, conocidos como NCAA, le brindaron la posibilidad de medirse con atletas de primer nivel, un aspecto fundamental si se quiere llegar a los Olímpicos. Ese era el objetivo de Pablo Restrepo,  seguir los pasos de Mark Spitz. 
Los periódicos universitarios de la época, como el Daily Egiptian, registraron sus hazañas. En un artículo que data de 1983, el periodista George Pappas, destaca como Pablo ostentaba el mejor tiempo en los 200 metros a nivel suramericano. 
Se hacía llamar Pablo Andrés Restrepo Wilkie Hencken en honor al nadador británico David Wilkie y el estadounidense John Hencken, ambos campeones olímpicos en el 76, en los 200 y 100 metros respectivamente. Para él sus ídolos son muy importantes, son el ejemplo a seguir. Son los que alimentan los sueños, las figuras que encarnan nuestras fantasías y anhelos más profundos. 
Otro de sus ídolos fue el japonés Nobutaka Taguchi, Campeón Olímpico en el 72 y un especialista en estilo pecho como Pablo Restrepo. El colombiano llegó a hacer mejores tiempos que los de Nobutaka. 

### Único Nadador Colombiano en Alcanzar Dos Finales Olímpicas
En la única prueba eliminatoria de los 100 metros pecho en Moscú 1980, Pablo Restrepo logró alcanzar el séptimo lugar con un tiempo de 1.05.38, lo que le dio el tiquete a la final Olímpica. Por primera vez en la historia, un nadador colombiano se metía entre los mejores del mundo. 
Después de su paso por Moscú, Pablo Restrepo se preparó en Canadá, para los próximos Juegos Olímpicos en Los Ángeles. Allí, en sus propias palabras, no hizo más que nadar, comer y dormir. Tenía un objetivo claro en la cabeza, volverse a meter en la final y pelear por una medalla para bañarse de gloria.
Una destacada actuación en los Juegos Panamericanos de Caracas y el anuncio del boicot socialista a los juegos del 84, prometían una medalla para Colombia, pues dos de sus principales oponentes en Guayaquil (incluido el medalla de plata Zhulpa) eran soviéticos.
En la capital venezolana logró medalla de plata en 200 metros y una de bronce en los 100 metros detrás de los dos mejores del mundo, los americanos Lundquist y Moffet.  
En Los Ángeles 1984 fue el abanderado y único nadador de la delegación colombiana. Alcanzó la final Olímpica en los 200 metros pecho luego de ganar su serie con 2.19.77. En la competencia terminaría en el sexto lugar, rompiendo con su tiempo la marca suramericana anterior.  
A pesar de anunciar su retiro después de los Olímpicos, reaparecíó para los Centroamericanos y del Caribe de 1986, donde solo fue vencido por el cubano Pedro Hernández. Esto, y lograr meses después, entrar nuevamente a una final en un mundial en 100 metros (Madrid) lo animaron a regresar a su sueño de la medalla olímpica. Una medalla de oro en 100 metros en los Suramericanos de 1988(venciendo al brasileño Tortelli) no fue esta vez presagio de un buen resultado olímpico, y no pudo lograr su tercera final en Seúl ese mismo año.
Sólo en abril de 2009 fue superado su récord colombiano de 100 metros de Caracas (1.03.89 por 1.03.79 de Jorge Murillo ) y en 2010 el de los 200 metros pecho (también en poder ahora de Jorge Murillo con 2.16.40).

## Experiencia Compitiendo en Triatlón
Después de su experiencia con la natación, Pablo Restrepo incursionó en el triatlón, un deporte complejo y exigente. Para él fue una ventana al verde: lo cautivaron los viajes, conocer nuevas ciudades, las playas, la arena, el color. En triatlón se nada en aguas abiertas: en los mares, en los ríos. Un ambiente completamente diferente al de la natación olímpica donde se mira al fondo de la piscina y se cuentan baldosas. Fue Campeón Nacional de Triatlón en 1991.  
Otro factor que lo atrajo del triatlón fueron las competencias, eran muchas y pudo recorrer toda Colombia participando en ellas, también lo hizo en el exterior. Los mundiales eran cada año. Su nivel no era el del ganador, él mismo lo acepta, Pablo fue un nadador que se ajustó al ciclismo y atletismo. El triatleta de hoy en día nace en los tres deportes, en los tres evoluciona al mismo tiempo. La desventaja era grande. 

## Pablo Restrepo Fuera Del Deporte
Pablo Restrepo es un amante del deporte, de la perfección, de los movimientos coordinados del ser humano. Admira los deportistas de alto rendimiento porque ha sentido en carne propia el rigor de los entrenamientos. 
Pablo estudió Ingeniería Mecánica y de Negocios en los Estados Unidos. En Colombia obtuvo un título como Ingeniero Civil y además tiene una maestría en Administración de la Universidad EAFIT. También es una persona de negocios. Es el fundador de las tiendas Ejercicio Inteligente en Colombia y de la Academia de Natación Pablo Restrepo en Medellín. 
Otra de sus aficiones es la aviación, es piloto privado. Tiene mucho que ver con su disciplina, por su anhelo constante por la perfección; no hay dos vuelos iguales, siempre hay demasiado por aprender. 
Aunque dedicado a sus negocios y al fomento de la natación desde entonces, reaparece con frecuencia en eventos de primera categoría, y en los Nacionales de 2003 logró medalla de plata en los 100 metros, solo difícilmente superado por Diego Bonilla, que es al menos 24 años menor, dando una gran muestra de longevidad.

### Fundador Tiendas Ejercicio Inteligente en Colombia
En 1996, cuando terminó su carrera deportiva, Pablo Restrepo no quiso alejarse de su pasión y tomó la decisión de incursionar en el mundo del deporte, pero esta vez desde un aspecto laboral y comercial. Para esa época, Pablo se contactó con los dueños de la marca Polar en Finlandia y consiguió la distribución exclusiva de esa marca en Colombia para la empresa recién creada Ejercicio Inteligente.

## Fuente
- Revista Acuanoticias 1983 1986 y 1988. Sitio web sports123.com

- Datos: Q7121736